# Aus tiefer Not schrei ich zu dir, BWV 38
Aus tiefer Not schrei ich zu dir, BWV 38 (Des del fons de l'Abisme t'imploro), és una cantata religiosa de Johann Sebastian Bach per al vint-i-unè diumenge després de la Trinitat, estrenada a Leipzig, el 29 d'octubre de 1724.

## Origen i context
D'autor desconegut, com moltes de les cantates corals, comença i acaba amb estrofes del coral que li dona títol, en aquest cas la primera i la cinquena, respectivament, un coral de Johann Walter basat en l'adaptació que havia fet Luter del salm 130 De profundis clamavi ad te, Domini. Aquest diumenge es llegia en la litúrgia luterana el passatge de l'evangeli (Joan 4, 47) on un cortesà de Cafarnaüm implora a Jesús la curació del seu fill, i d'aquí l'elecció del versicle indicat. Per a aquest diumenge es conserven, a més, les cantates BWV 98, BWV 109 i BWV 188.

## Anàlisi
Obra escrita per a soprano, contralt, tenor, baix i cor; quatre trombons, dos oboès, corda i baix continu. Consta de sis números.
1. Cor: Aus tiefer Not schrei ich zu dir (Des del fons de l'Abisme t'imploro)
2. Recitatiu (contralt): In Jesu Gnade wird allein (Només la gràcia de Jesús)
3. Ària (tenor): Ich höre mitten in den Leiden (Enmig dels meus sofriments)
4. Recitatiu (soprano): Ach! Dass mein Glaube noch so schwach (Ai las! La meva Fe encara és feble)
5. Ària (trio de soprano, contralt i baix): Wenn meine Trübsal als mit Ketten (Si en la misèria es succeeixen les desgràcies)
6. Coral: Ob bei uns ist der Sünden viel (Tants pecats com hi ha en nosaltres)

El cor inicial agafa la melodia del coral de Luter que caracteritza la cantata en forma de motet, cada versicle és introduït com una fuga per les veus inferiors, que preparen l'entrada del soprano amb notes més llargues de marxa lenta i solemne; acabada una frase, apareix immediatament el tenor per no deixar cap buit ni perdre la continuïtat pròpia del motet. Després d'un recitatiu de contralt sense cap rellevància especial, apareix l'ària da capo de tenor, número 3, amb els dos oboès. A continuació, el recitatiu de soprano és força singular i crida l'atenció perquè el continu no només segueix la veu, sinó que a la vegada entona la melodia del coral, un exemple del recurs tècnic clàssic, denominat cantus firmus. El número 5, és un trio de soprano, contralt i baix, una combinació gens habitual que només es troba en dues altres cantates, les BWV 116 i BWV 122; presenta una estructura constituïda per dues seccions vocals, generades pels dos mots clau del text: trübsal (aflicció; tribulació) i trost (consol). L'última estrofa del coral de Luter clou la cantata. Té una durada aproximada d'uns vint minuts.

## Discografia seleccionada
- J.S. Bach: Das Kantatenwerk. Sacred Cantatas Vol. 3. Nikolaus Harnoncourt, Wiener Sängerknaben & Chorus Viennensis, Hans Gillesberger (director del cor), Concentus Musicus Wien, Paul Esswood, Kurt Equiluz, Ruud van der Meer. (Teldec), 1994.
- J.S. Bach: The complete live recordings from the Bach Cantata Pilgrimage. CD 49: Old Royal Naval College Chapel, Greenwich; 11 i 12 de novembre de 2000. John Eliot Gardiner, Monteverdi Choir, English Baroque Soloists, Joanne Lunn, William Towers, Paul Agnew, Gotthold Schwarz. (Soli Deo Gloria), 2013.
- J.S. Bach: Complete Cantatas Vol. 13 . Ton Koopman, Amsterdam Baroque Orchestra & Choir, Deborah York, Franziska Gottwald, Paul Agnew, Klaus Mertens. (Challenge Classics), 2000.
- J.S. Bach: Cantatas Vol. 29. Masaaki Suzuki, Bach Collegium Japan, Dorothee Mields, Pascal Bertin, Gerd Turk, Peter Kooij. (BIS), 2006.
- J.S. Bach: Church Cantatas Vol. 13. Helmuth Rilling, Gächinger Kantorei, Bach-Collegium Stuttgart. (Hänssler), 1999.